# Opperbevelhebber Zuid
Het Opperbevelhebber Zuid (Duits: Oberbefehlshaber Süd; afgekort: OB Süd) voerde tussen 1941 en 1943 het bevel over alle Luftwaffe eenheden in het Middellandse Zeegebied en Noord-Afrika tijdens de Tweede Wereldoorlog. De Opperbevelhebber Zuid was onderschikt aan het Commando Supremo (Italiaans Opperbevel). De Opperbevelhebber Zuid was ook bevelhebber van de Luftflotte 2.
Op 16 november 1943 werd de positie van Oberbefehlshaber Süd vervangen door de Oberbefehlshaber Südwest.

## Commando[3]
| Nr. | Afbeelding | Naam                                               | Aangetreden    | Einde termijn    | Duur termijn      | Opmerking |
| --- | ---------- | -------------------------------------------------- | -------------- | ---------------- | ----------------- | --------- |
| 1   |            | Generalfeldmarschall Albert Kesselring (1885-1960) | 1 januari 1942 | 16 november 1943 | 1 jaar, 349 dagen |           |

## Stafchefs van de Opperbevelhebber Zuid[2]
| Nr. | Afbeelding | Stafchef van de Opperbevelhebber West       | Aangetreden      | Einde termijn                                          | Duur termijn        |
| --- | ---------- | ------------------------------------------- | ---------------- | ------------------------------------------------------ | ------------------- |
| 1   |            | Oberst Hans Seidemann (1901–1967)           | 2 december 1941  | 31 juli 1942                                           | 7 maanden, 29 dagen |
| 2   |            | Generalmajor Paul Deichmann (1898–1981)     | 25 augustus 1942 | 12 juni 1943                                           | 9 maanden, 18 dagen |
| 3   |            | Generalmajor Siegfried Westphal (1902-1982) | 15 juni 1943     | 16 november 1943 Andere bron vermeld: 21 november 1943 | 5 maanden, 1 dagen  |

### Eerste Generale Stafofficier (Ia)[2]
| Nr. | Afbeelding | Stafchef van de Opperbevelhebber West       | Aangetreden     | Einde termijn | Duur termijn        |
| --- | ---------- | ------------------------------------------- | --------------- | ------------- | ------------------- |
| 1   |            | Generalmajor Siegfried Westphal (1902-1982) | 1 februari 1943 | 15 juni 1943  | 4 maanden, 14 dagen |